# Javier Ambrois
Javier Ambrois Campaña (Montevideo, Uruguay, 9 de mayo de 1932-25 de junio de 1975) fue un futbolista uruguayo. Jugaba de entreala, lo que actualmente sería un volante de armado. Participó de la Copa Mundial de 1954 con la selección uruguaya.
A nivel de clubes se destacó en el Club Nacional de Football de su país, con el cual fue cinco veces campeón nacional.

## Selección nacional
Fue internacional con la Selección de fútbol de Uruguay en 31 partidos, anotando 16 goles.

### Participaciones en Copas del Mundo
| Mundial                        | Sede  | Resultado | Partidos | Goles |
| ------------------------------ | ----- | --------- | -------- | ----- |
| Copa Mundial de Fútbol de 1954 | Suiza | 4º puesto | 4        | 1     |

#### Goles en laCopa Mundial de Fútbol
| # | Fecha               | Lugar                          | Rival      | Marcador | Resultado | Competición       |
| - | ------------------- | ------------------------------ | ---------- | -------- | --------- | ----------------- |
| 1 | 26 de junio de 1954 | St. Jakob Park, Basilea, Suiza | Inglaterra | 4–2      | 4–2       | Copa Mundial 1954 |

### Participaciones en Copa América
| Copa              | Sede    | Resultado | Partidos | Goles |
| ----------------- | ------- | --------- | -------- | ----- |
| Copa América 1956 | Uruguay | Campeón   | 5        | 1     |
| Copa América 1957 | Perú    | 3° puesto | 6        | 9     |

## Clubes
| Club         | País      | Año       |
| ------------ | --------- | --------- |
| Nacional     | Uruguay   | 1950—1954 |
| Fluminense   | Brasil    | 1955      |
| Nacional     | Uruguay   | 1955—1957 |
| Boca Juniors | Argentina | 1958—1959 |
| Lanús        | Argentina | 1960      |
| Defensor     | Uruguay   | 1961—1963 |

## Palmarés

### Campeonatos nacionales
| Título              | Club     | País    | Año  |
| ------------------- | -------- | ------- | ---- |
| Campeonato Uruguayo | Nacional | Uruguay | 1950 |
| Campeonato Uruguayo | Nacional | Uruguay | 1952 |
| Torneo Competencia  | Nacional | Uruguay | 1952 |
| Torneo Cuadrangular | Nacional | Uruguay | 1952 |
| Torneo Cuadrangular | Nacional | Uruguay | 1954 |
| Campeonato Uruguayo | Nacional | Uruguay | 1955 |
| Torneo de Honor     | Nacional | Uruguay | 1955 |
| Campeonato Uruguayo | Nacional | Uruguay | 1956 |
| Torneo Cuadrangular | Nacional | Uruguay | 1956 |
| Campeonato Uruguayo | Nacional | Uruguay | 1957 |
| Torneo de Honor     | Nacional | Uruguay | 1957 |

### Copas internacionales
| Título       | Equipo (*)           | Sede    | Año  |
| ------------ | -------------------- | ------- | ---- |
| Copa América | Selección de Uruguay | Uruguay | 1956 |

### Distinciones individuales
| Distinción                                         | Año  |
| -------------------------------------------------- | ---- |
| Máximo goleador del Campeonato Uruguayo (17 goles) | 1955 |
| Máximo goleador de la Copa América (9 goles)       | 1957 |

### Récord
- Jugador con más goles convertidos en una edición de Copa América (9 goles). (Récord compartido con Humberto Maschio y Jair).